# Pierre Pica

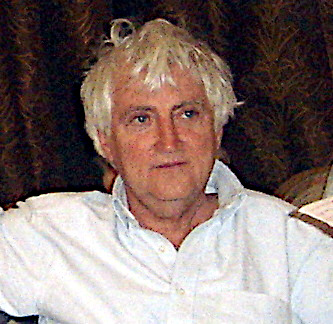
Pierre Pica 2011

Pierre Pica (* 5. Januar 1951 in Nizza) ist ein französischer Linguist und wissenschaftlicher Mitarbeiter (Chargé de Recherche) am CNRS (Centre National de Recherche Scientifique) in Paris. Sein Spezialgebiet ist die theoretische Linguistik und insbesondere der Vergleich der Syntax.

## Leben und Forschung
Pica hat seine Forschungen auf den Begriff der Parameter der Linguistik konzentriert. Er hat auch gezeigt, dass die jeweiligen Eigenschaften der Reflexivpronomen aus ihrer morphologischen Eigenschaft abgeleitet werden. Derzeit studiert er die Unterscheidung zwischen den internen und externen Aspekten der Fakultät für Sprachwissenschaften und arbeitet auch an einer feinkörnigen Unterscheidung zwischen Kompetenz und Performance.
Seit etwa 2000 hat Pica seine Arbeit über Munduruku (eine indigene Sprache in Pará in Brasilien) intensiviert. U.a. hat er in Zusammenarbeit mit Stanislas Dehaene und Elizabeth Spelke eine Studie über numerische Ausdrücke und Zählung im Munduruku entwickelt. Diese Studie unterstreicht die Bedeutung dieser Daten für die Untersuchung der Wechselwirkung der Sprachfähigkeit und des präverbalen 'Kernwissens'. Diese Forschung steht im Gegensatz zu der Hypothese im Zusammenhang mit dem von Sapir und Whorf abgeleiteten Relativismus, welcher dazu neigt, das Wissen und die Kultur zum Teil auf einen kleinen Satz von universellen Prinzipien und Intuitionen zu reduzieren. Die Forschungen haben zu einer Reihe von Publikationen in der Zeitschrift Science geführt.
2018 wurde er zum Mitglied der Academia Europaea gewählt.

## Schriften
- « Number as a Test case for the Role of language in Cognition », 2008, (en collaboration avec H de Cruz), eds. Special Issue of Philosophical Psychology 21.4., Routledge.
- « Transparence et Opacité - Littérature et sciences cognitives » , 1988, (en collaboration avec T.Papp) eds.  Editions du Cerf, Paris.
- Linguistic Variation Yearbook 2005, Band 5;Verlag John Benjamins Pub Co, 2006, ISBN 90-272-5475-3
- Linguistic Variation Yearbook. Volume 3 2003, John Benjamins Publishing Company, 2004, ISBN 90-272-5473-7
- New bearings in LSP, mit  J.C. Sager, Ingo Hohnhold, Arne Zettersten, Ronald MacKay, Lothar Hoffmann, Nils Erik Enkvist, Heribert Picht, Handelshøjskolen (København), Erhvervsøkonomisk Forl., 1981
- Formes: hommage à Mitsou Ronat, mit Mitsou Ronat, Presses universitaires de Vincennes, 1986